# Mas de l'Artillou
La cazelle du Mas de l'Artillou, ou de Mas de l'Artillou, est un bâtiment situé sur le territoire de la commune d'Espédaillac, en France.

## Localisation
Le mas est situé dans le département français du Lot.

## Historique
La cazelle du Mas de l'Artillou a été construite au début du XIVe siècle.
La cazelle ou gariotte du mas est inscrite au titre des monuments historiques le 8 juin 1978.

## Description
La gariotte, ou cazelle circulaire, d'un diamètre intérieur d'environ cinq mètres, est surmontée d'une petite ouverture rectangulaire. Les murs en pierres calcaires reliées par un mortier ont une largeur de 0,80 m.

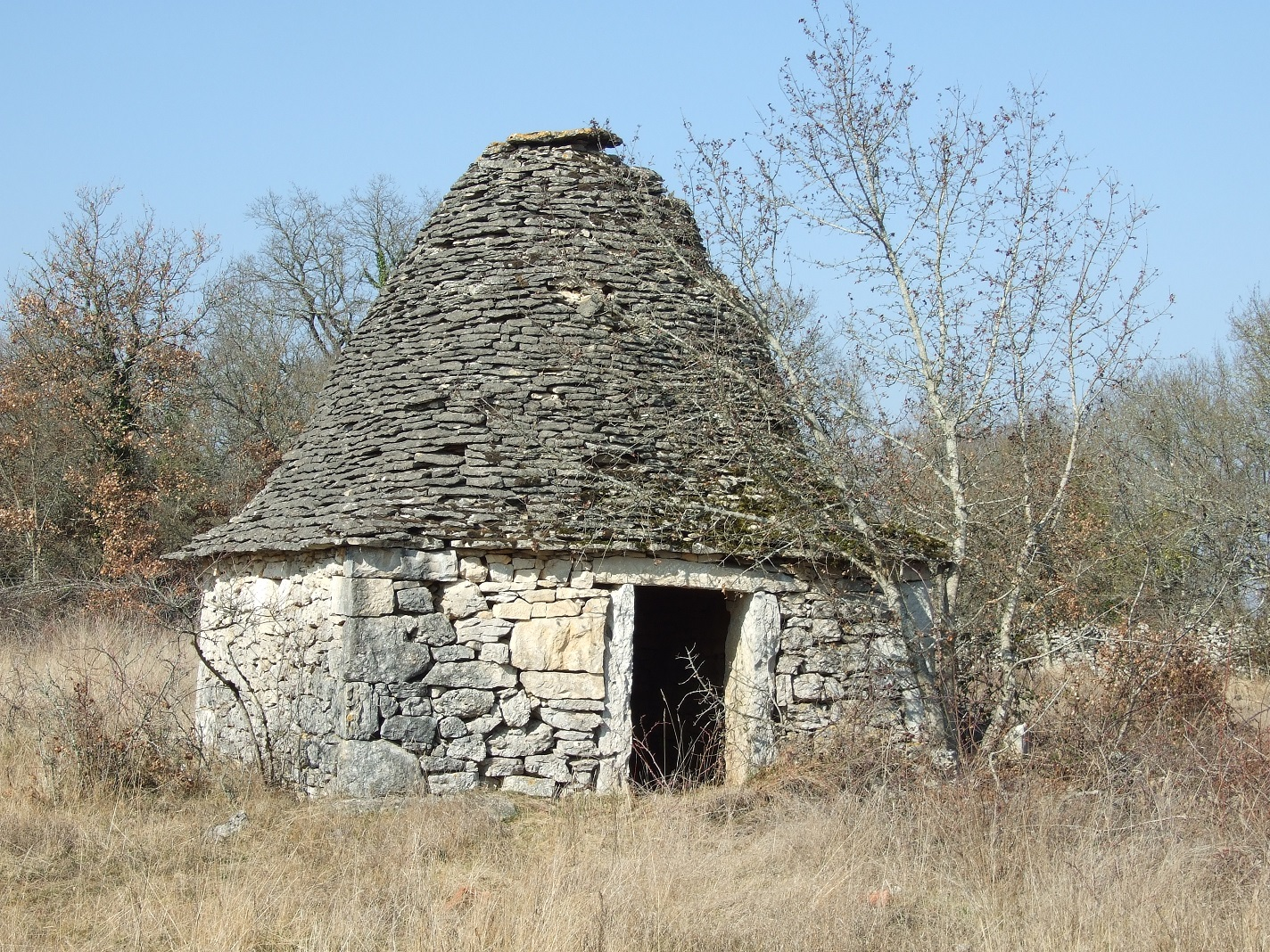
La cazelle d'Espédaillac.